# Пуебліто (Нью-Мексико)
Пуебліто (англ. Pueblito) — переписна місцевість (CDP) в США, в окрузі Ріо-Арріба штату Нью-Мексико. Населення — 91 осіб (2010).

## Географія
Пуебліто розташоване за координатами 36°4′22″ пн. ш. 106°4′52″ зх. д. / 36.07278° пн. ш. 106.08111° зх. д. (36.072718, -106.081107).  За даними Бюро перепису населення США в 2010 році переписна місцевість мала площу 1,58 км², уся площа — суходіл.

## Демографія
Згідно з переписом 2010 року, у переписній місцевості мешкала 91 особа в 30 домогосподарствах у складі 19 родин. Густота населення становила 58 осіб/км².  Було 37 помешкань (23/км²).
Расовий склад населення:
| - 48,4 % — корінних американців - 6,6 % — білих - 38,5 % — осіб інших рас |

До двох чи більше рас належало 6,6 %. Частка іспаномовних становила 41,8 % від усіх жителів.
За віковим діапазоном населення розподілялося таким чином: 26,4 % — особи молодші 18 років, 60,4 % — особи у віці 18—64 років, 13,2 % — особи у віці 65 років та старші. Медіана віку мешканця становила 36,5 року. На 100 осіб жіночої статі у переписній місцевості припадало 93,6 чоловіків;  на 100 жінок у віці від 18 років та старших — 81,1 чоловіків також старших 18 років.
Середній дохід на одне домашнє господарство  становив 59 556 доларів США (медіана — 32 917), а середній дохід на одну сім'ю — 62 400 доларів (медіана — 33 750). За межею бідності перебувало 20,5 % осіб, у тому числі 0,0 % дітей у віці до 18 років та 12,0 % осіб у віці 65 років та старших.
Цивільне працевлаштоване населення становило 25 осіб. Основні галузі зайнятості: роздрібна торгівля — 36,0 %, освіта, охорона здоров'я та соціальна допомога — 28,0 %, науковці, спеціалісти, менеджери — 20,0 %, мистецтво, розваги та відпочинок — 16,0 %.